# Силмале, Майя
Майя Силмале (латыш. Maija Silmale, урождённая Шмит, латыш. Šmite; 20 мая 1924, Рига — 22 декабря 1973, Рига) — латвийская переводчица.
Окончила отделение романской филологии Латвийского университета. С 1949 г. работала в Управлении по делам искусства министерства культуры Латвийской ССР.
Участвовала во «французской группе» — кружке латышских интеллектуалов, собиравшихся частным образом для обсуждения французской литературы и культуры; в 1947 г. группа собиралась дома у Силмале. В 1951 г. вместе с другими участниками группы была арестована, приговорена к 10 годам лишения свободы. Отбывала наказание в Дубровлаге. Вернулась в Латвию по амнистии в 1958 году.
Перевела с французского языка романы Виктора Гюго «Отверженные», Альбера Камю «Чума», Антуана де Сент-Экзюпери «Ночной полёт» и «Южный почтовый», книгу Армана Лану «Здравствуйте, Эмиль Золя!». Составила антологию новейшей французской поэзии «Я тебя продолжаю» (латыш. Es tevi turpinu; 1970), включавшую произведения 23 поэтов от Артюра Рембо до Ива Бонфуа и проиллюстрированную товарищем Силмале по «французской группе» Куртом Фридрихсоном, — в антологию вошли и собственные переводы Силмале, в том числе из Гийома Аполлинера. Кроме того, Силмале принадлежит перевод и инсценировка книги Джеймса Барри о Питере Пэне.
В 1970 году была свидетелем защиты на судебном процессе по делу Лидии Дорониной, обвинявшейся в распространении антисоветской литературы. Суд вынес по её поводу частное определение с рекомендацией о возбуждении уголовного дела по той же статье 183-1 Уголовного кодекса Латвийской ССР (соответствовавшей статье 190-1 УК РСФСР), каравшей за «распространение заведомо ложных измышлений, порочащих советский государственный и общественный строй». 3 февраля 1971 г. была арестована, после чего была без суда направлена на принудительное психиатрическое лечение и находилась в больнице почти до конца жизни.
Дочь Майи Силмале и актёра Миервалдиса Озолиня, Хелья, была женой поэта Юриса Кунноса.
Судьба Силмале легла в основу романа латышской писательницы Гундеги Репше «Огненный знак» (1990), эпиграфом к которому взяты стихи Рене Шара в переводе Силмале.